# Thomas Berthold
Thomas Berthold (ur. 12 listopada 1964 w Hanau) – niemiecki piłkarz, występował na pozycji obrońcy.

## Kariera klubowa
Berthold zawodową karierę rozpoczynał w 1982 roku w Eintrachcie Frankfurt z Bundesligi. W tych rozgrywkach zadebiutował 12 marca 1983 roku w przegranym 0:3 meczu z Hamburgerem SV. 4 czerwca 1983 roku w przegranym 1:5 pojedynku z Fortuną Düsseldorf strzelił pierwszego gola w trakcie gry w Bundeslidze. W Eintrachcie spędził 5 lat.
W 1987 roku Berthold wyjechał do Włoch, gdzie został graczem Hellasu Werona. Występował tam przez 2 lata. W 1989 roku odszedł do AS Romy. W 1991 roku zdobył z nią Puchar Włoch. Z zespołem dotarł także do finału Pucharu UEFA, jednak Roma uległa tam Interowi Mediolan.
W 1991 roku Berthold powrócił również do Niemiec, gdzie podpisał kontrakt z pierwszoligowym Bayernem Monachium. Pierwszy ligowy mecz zaliczył tam 3 sierpnia 1991 roku przeciwko Werderowi Brema (1:1). W 1993 roku wywalczył z klubem wicemistrzostwo Niemiec.
W tym samym roku odszedł do VfB Stuttgart, również grającego w Bundeslidze. W jego barwach zadebiutował 8 sierpnia 1993 roku w przegranym 1:5 ligowym pojedynku z Werderem Brema. W 1997 roku zdobył z zespołem Puchar Niemiec. W 1998 roku dotarł z nim do finału Pucharu Zdobywców Pucharów, jednak Stuttgart uległ tam drużynie Chelsea. W czerwcu 2000 roku Berthold odszedł ze Stuttgartu. W styczniu 2001 roku podpisał kontrakt z tureckim Adanasporem, a w czerwcu 2001 roku zakończył karierę.

## Kariera reprezentacyjna
W latach 1984–1986 Berthold rozegrał 5 spotkań w reprezentacji RFN U-21. W seniorskiej kadrze RFN zadebiutował 29 stycznia 1985 roku w przegranym 0:1 towarzyskim meczu z Węgrami. 30 kwietnia 1985 roku w wygranym 5:1 pojedynku eliminacji Mistrzostw Świata 1986 z Czechosłowacją strzelił pierwszego gola w drużynie narodowej.
W 1986 roku Berthold znalazł się w kadrze na Mistrzostwa Świata. Zagrał na nich w meczach z Urugwajem (1:1), Szkocją (2:1), Danią (0:2), Marokiem (1:0), Meksykiem (0:0, 4:1 po rzutach karnych) oraz z Argentyną (2:3). Tamten mundial Niemcy zakończyli na 2. miejscu.
W 1988 roku Berthold został powołany do kadry na Mistrzostwa Europy. Wystąpił na nich w spotkaniu z Włochami (1:1), a RFN odpadł z turnieju w półfinale.
W 1990 roku Berthold ponownie wziął udział w Mistrzostwach Świata. Tym razem zagrał na nich we wszystkich meczach swojej drużyny: z Jugosławią (4:1), Zjednoczonymi Emiratami Arabskimi (5:1), Kolumbią (1:1), Holandią (2:1), Czechosłowacją (1:0), Anglią (1:1, 5:4 po rzutach karnych) oraz z Argentyną (1:0). Reprezentacja RFN został triumfatorem tamtego turnieju.
W 1994 roku Berthold po raz trzeci w karierze był uczestnikiem Mistrzostw Świata. Wystąpił na nich w pojedynkach z Boliwią (1:0), Hiszpanią (1:1), Koreą Południową (3:2), Belgią (3:2) oraz z Bułgarią (1:2). Niemcy odpadli z mundialu w ćwierćfinale. W latach 1985–1994 w drużynie narodowej Berthold rozegrał w sumie 62 spotkania i zdobył 1 bramkę.